# 普罗梅什连纳亚
普罗梅什连纳亚（羅馬化：Promyshlennaya）是俄罗斯克麦罗沃州的市级镇、普罗梅什连纳亚区行政中心，位于鄂毕河支流伊尼亚河畔，地处克麦罗沃州西部，在州府克麦罗沃西南方。
建于19世纪70年代，时称奥布霍夫卡（Обуховка），后改称卡梅斯拉（Камысла）；1936年设市级镇。该地2021年人口有17,265人；2010年人口18,045；2002年人口17,654；1989年人口17,486。